# اندیس نورگان
نورگان یک اندیس فلزی است که در حوالی شهر میناب استان هرمزگان قرار دارد و مادهٔ معدنی موجود در آن، مس است.سنگ میزبان این اندیس آمیزه رنگین است  در این اندیس، پاراژنز‌های پیریت یافت می‌شوند.